# Gunnar Petersen
Gunnar Petersen (* 16. September 1939) ist ein deutscher Schauspieler und Theatermacher, der aus Hamburg stammt. Von 1990 bis 2022 veranstaltete er gemeinsam mit seiner Frau, der Schauspielerin Beles Adam, das jährliche Sommertheater im Innenhof der Glyptothek München.

## Leben
Er begann seine Schauspielkarriere am Deutschen Schauspielhaus in Hamburg. Dort stand er mit Stars wie Hannelore Hoger auf der Bühne. Es folgten Engagements in Basel und München. 1968 lernte er dort bei einem gemeinsam Engagement Beles Adam kennen, die an den Münchner Kammerspielen engagiert war.
Petersen und Adam gründeten 1974 das freie „Studiotheater“ im „Fuchsbau“ in München, einem Pyramiden-Hochhaus in Schwabing, nördlich der Münchner Freiheit. Dort traten unter anderem Volker Spengler, Hermann Killmeyer, Claude-Oliver Rudolph, Max Tidof und Marianne Sägebrecht auf.
Nach elf Jahren zog das „Studiotheater“ wegen einer Mieterhöhung ins Perlacher Einkaufszentrum PEP um.
Später mieteten Petersen und Adam ein Theaterzelt, das sie auf eine unbebaute Fläche in der Nähe des Münchner Olympiaparks stellten, und eröffneten dort unter dem Namen „Das Schloss“ eine neue Bühne. 2009 stieg das Paar nach wirtschaftlichen und organisatorischen Schwierigkeiten aus dem Projekt aus. Als Veranstaltungsstätte gibt es „Das Schloss“ weiterhin.